# 石川県道101号小松根上線
石川県道101号小松根上線（いしかわけんどう101ごう こまつねあがりせん）とは、石川県小松市と能美市を結ぶ一般県道（石川県道）である。

## 概要
- 起点：石川県小松市京町44番地先（＝京町交差点・国道360号（石川県道4号小松鶴来線、石川県道25号金沢美川小松線重複）交点）
- 終点：石川県能美市下ノ江町イ257番地先（＝下ノ江南交差点・石川県道25号金沢美川小松線上）

小松市中心部から能美市根上地区とを南北に結ぶ。起点から小松市天神町の天神町交差点付近にかけての区間は、かつての北国街道の区間である。

## 現況
全区間舗装されており、両側2車線（片側1車線）の幅員（9m以上）が保たれている。起点の小松市京町 - 同市天神町にかけての車道部（1,533m）には地下水による消雪パイプが設置されている。

## 歴史
- 1972年（昭和47年）3月21日：路線認定。
- 2011年（平成23年）3月27日：小松大橋の架け替え工事が完了し、供用開始[1]。

## 接続道路
- 国道360号（石川県道4号小松鶴来線、石川県道25号金沢美川小松線重複）（石川県小松市京町・京町交差点：起点）
- 石川県道169号粟生小松線（小松市天神町・天神町交差点）
- 石川県道54号寺畠小松線（小松市大島町・大島南交差点）
- 石川県道25号金沢美川小松線（小松市大島町・大島町北交差点）
- 石川県道25号金沢美川小松線（能美市下ノ江町・下ノ江南交差点：終点）

## 重複区間
- 石川県道25号金沢美川小松線（小松市大島町・大島町北交差点 - 能美市下ノ江町・下ノ江南交差点：終点）

## 通過する自治体
- 石川県
  - 小松市 - 能美市